# Policier, adjectif
Pour plus de détails, voir Fiche technique et Distribution.
Policier, adjectif (Polițist, adjectiv) est un film roumain réalisé par Corneliu Porumboiu et sorti en France en 2010.

## Synopsis
Vaslui, (Roumanie). Cristi, un jeune policier consciencieux et discret, récemment marié à une enseignante, refuse d'arrêter un adolescent coupable d'avoir offert de la drogue à deux de ses copains de classe. En Roumanie, la possession de haschich constitue une infraction punie de sept années de prison. Cristi considère comme injuste de briser la vie d'un jeune homme parfaitement irresponsable et espère que son pays assouplira, comme dans d'autres pays européens, la législation en vigueur. Mais, pour le supérieur hiérarchique de Cristi, les sentiments personnels d'un individu ne doivent nullement perturber l'exercice de ses fonctions et l'application du règlement…

## Fiche technique
- Titre du film : Policier, adjectif
- Titre original : Polițist, adjectiv
- Réalisation et scénario : Corneliu Porumboiu
- Photographie : Marius Panduru - Couleurs, 35 mm
- Montage : Roxana Szel
- Son : Alex Dragomir et Sebastian Zsemlye - Dolby SRD
- Décors : Mihaela Poenaru
- Costumes : Georgiana Bostan
- Production : C. Porumboiu, Marcela Ursu pour SC Periscop Pictures SRL
- Distribution : Zootrope Films
- Pays d'origine :  Roumanie
- Durée : 113 minutes
- Sorties : 15 mai 2009 au Festival de Cannes ; 3 juillet 2009 en Roumanie ; 19 mai 2010 en France

## Distribution
- Dragos Bucur : Cristi
- Vlad Ivanov : Anghelache
- Irina Saulescu : Anca
- Ion Stoica : Nelu
- Cerasela Trandafir : Gina
- Marian Ghenea : la procureur
- Cosmin Selesi : Costi
- Serban Georgevici : Sica

## Récompenses
- Prix du jury et prix FIPRESCI, section Un Certain Regard, au Festival de Cannes 2009
- Grand Prix du Festival Entrevues de Belfort 2009
- Meilleur film de fiction au Festival du film indépendant L'Alternative de Barcelone 2009

## Autour du film
Policier, adjectif s'efforce d'être un commentaire personnel de Corneliu Porumboiu sur un « paysage postrévolutionnaire où la moralité et les perceptions de la société sont constamment remises en question. » Ici, un jeune policier, pour ne point ruiner la vie d'un adolescent, « coupable de rien d'autre que d'avoir fumé un joint avec ses amis » suggère à son capitaine de faire cesser les poursuites. Or, cette proposition soulève un débat dialectique sur la nature de la conscience. Corneliu Porumboiu a d'ailleurs demandé à ses proches collaborateurs de réfléchir sur ce concept avant d'écrire le scénario. Lors d'une interview, le réalisateur roumain explique : « Finalement, (Policier, adjectif) c'est un film sur la signification des mots et le sens de la loi. [...] Au début du film, Cristi (Dragos Bucur), a suffisamment de sens commun pour savoir qu'il ne doit pas devenir la cause d'une querelle à la Caïn et Abel. Et lors de la confrontation avec son supérieur, il sait qu'il doit suivre sa "conscience" et ne pas faire quelque chose qu'il pourrait regretter. Son supérieur insiste sur le fait qu'il doit appliquer la loi. Mais qu'adviendra-t-il de sa conscience s'il obéit aux ordres ? »
La position de Cristi, le jeune policier, « le place dans le groupe de l'ambitieuse nouvelle génération, avide de réformes, alors que le capitaine Anghelache représente la génération plus ancienne, plus autoritaire, dont la logique simple s'avère selon lui irréfutable. » La Roumanie d'hier produit encore des effets dans la Roumanie d'aujourd'hui, semble constater Corneliu Porumboiu.